# Joe Manchin
Joe Manchin III (ur. 24 sierpnia 1947 w Farmington) – amerykański polityk związany z Partią Demokratyczną. W latach 2005–2010 gubernator stanu Wirginia Zachodnia, w latach 2010–2025 senator Stanów Zjednoczonych z tego stanu.